# Jásd
Jásd ist eine ungarische Gemeinde im Kreis Várpalota im Komitat Veszprém.

## Geografische Lage
Jásd liegt 13 Kilometer nordwestlich der Kreisstadt Várpalota zwischen den Flüssen Malom-patak und Gaja-patak.
Nachbargemeinden sind Tés, Szápár, Csetény und Bakonynána.

## Sehenswürdigkeiten
- Heimatmuseum (Tájház)
- Kalvarienberg, südlich des Ortes gelegen
- Römisch-katholische Kirche Szűz Mária, a Világ Királynéja, erbaut 1865–1866
- Steinbruch (Nagy-Kőbánya) mit zahlreichen Fossilien, hauptsächlich Ammoniten
- Steinkreuze
- Wassermühle (Poós malom), erbaut Ende des 19. Jahrhunderts
- Wallfahrtsort Szentkút mit römisch-katholischer Kapelle Szűz Mária, erbaut 1825–1837, und Marienstatue aus bulgarischem Kalkstein, südlich des Ortes im Wald gelegen

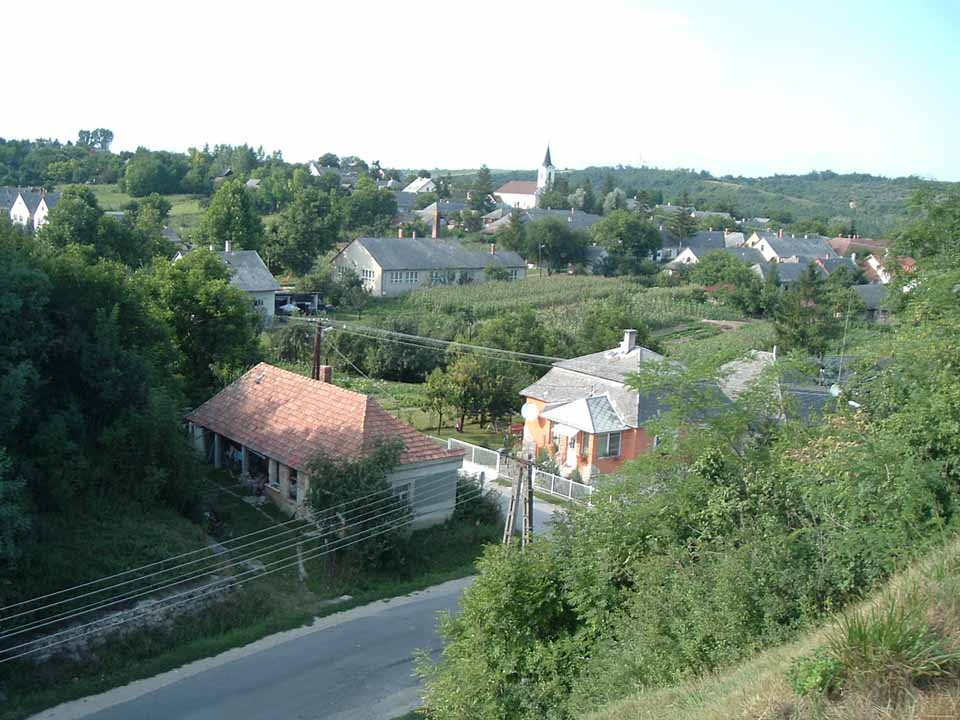
Blick auf Jaśd
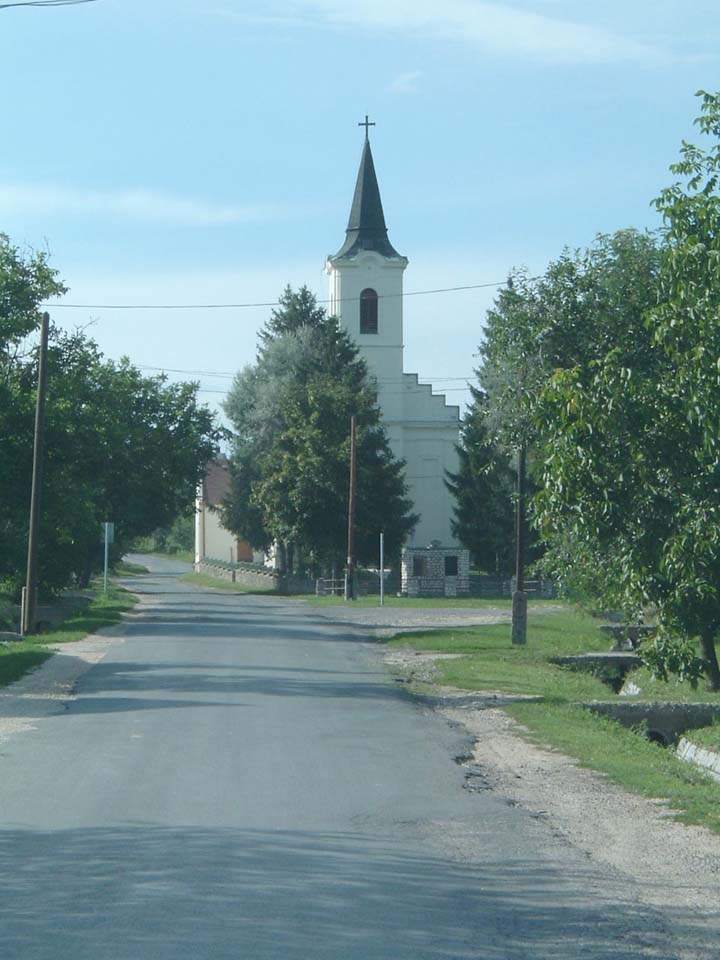
Kirche Szűz Mária, a Világ Királynéja
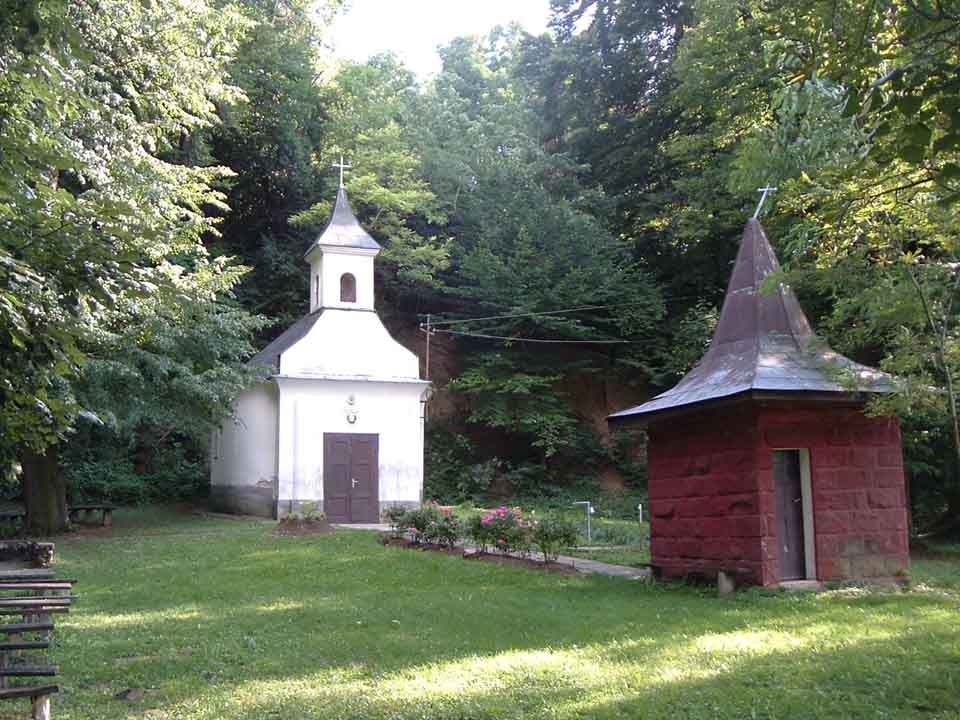
Kapelle Szűz Mária
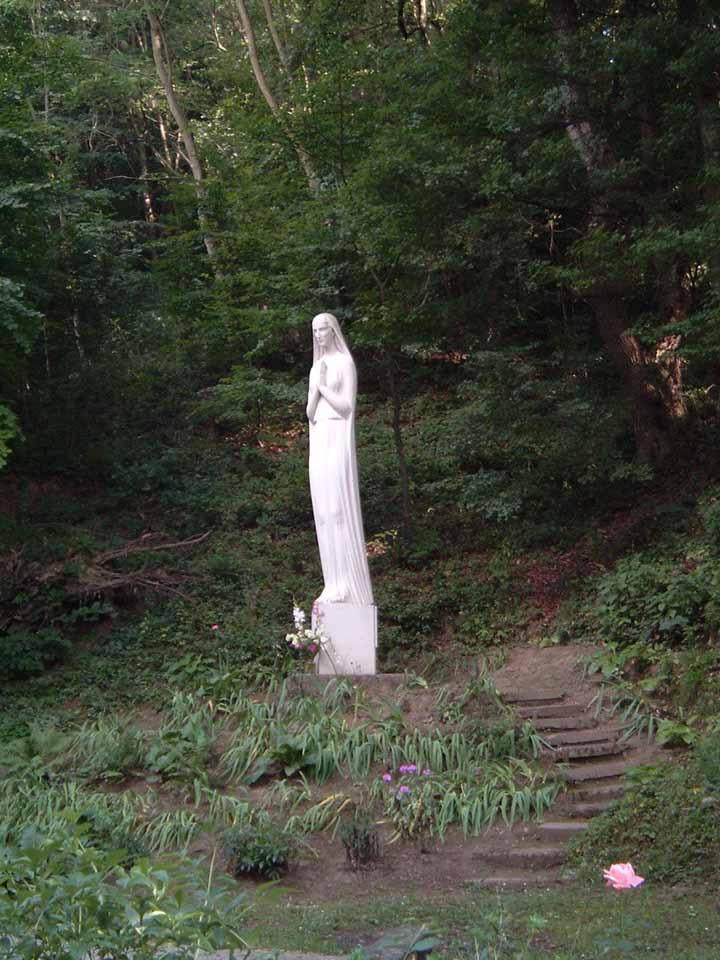
Marienstatue
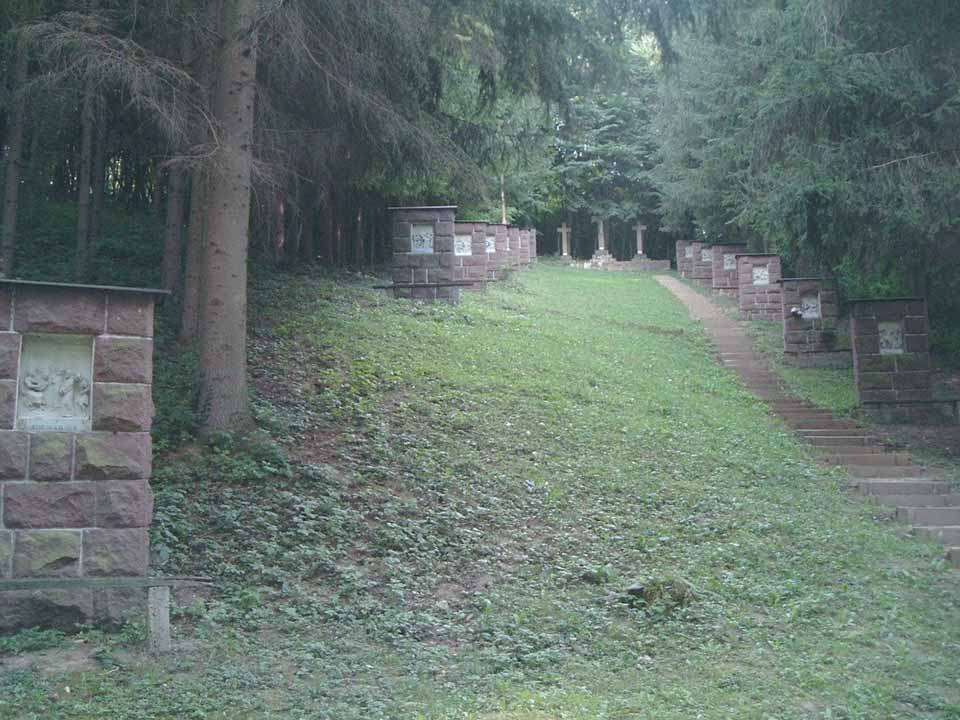
Kalvarienberg

## Verkehr
Jásd ist nur über die Nebenstraße Nr. 82111 zu erreichen. Es bestehen Busverbindungen nach Szápár sowie über Tés nach Várpalota, wo sich der nächstgelegene Bahnhof befindet.